# Bayan-Ovoo (distrikt i Mongoliet, Chentij)
Bayan-Ovoo (mongoliska: Баян-Овоо Сум, Баян-Овоо) är ett distrikt i Mongoliet.   Det ligger i provinsen Chentij, i den östra delen av landet, 400 km öster om huvudstaden Ulaanbaatar.